# Apocalipse copta de Paulo
O Apocalipse copta de Paulo é um dos textos gnósticos encontrados nos códices da Biblioteca de Nag Hammadi (Códice V). O texto não deve ser confundido com o Apocalipse de Paulo, com o qual provavelmente não tem relação.
Trata-se de um texto que era adotado pela seita gnóstica valentiniana, cuja atribuição ao Apóstolo Paulo decorre do fato de que os valentinianos se consideravam seguidores dos ensinamentos de Paulo.
Foi mencionado por Epifânio como sendo o trabalho dos Cainitas, que veneravam Caim como sendo o Messias, pois, na visão deles, o Deus do Velho Testamento, que eles chamavam de Yaldabaoth, era maligno.
O texto Gnóstico descreve a ascensão de Paulo através de vários estágios do Ceú, com Yaldabaoth (descrito como um velho num trono) tentando evitar. Uma alma que não tem conhecimento (Gnosis) requerido para derrotar Yaldabaoth é enviada de volta, na visão, para ser reencarnada.
Este texto também foi utilizado pelos Setianos.